# Luteranismo na Inglaterra e no País de Gales
O Luteranismo na Inglaterra se iniciou por volta de 1520, atualmente exitem cerca de 2 500 Luteranos, contando Inglaterra e Gales. Apesar da reforma na Inglaterra não ter seguido o Luteranismo, mais tarde o Luteranismo chegou a Grã-Betanha.

## História
A Reforma Inglesa não seguiu o padrão luterano, mas foi largamente influenciada por idéias advindas da Reforma na Suíça e seu paralelo em Estrasburgo. É bem sabido que Henrique VIII não favoreceu a causa luterana. No entanto, havia alguns adeptos ingleses do luteranismo. Um grupo de teólogos da Universidade de Cambridge, que se reuniu na taverna White Horse em meados da década de 1520 e se tornou conhecido como "Pequena Alemanha", foi influente. Seus membros incluíam Robert Barnes, Hugh Latimer, John Frith e Thomas Bilney. Arcebispo Thomas Cranmer foi inicialmente influenciado pela teologia luterana. Ele visitou Andreas Osiander em Nuremberg em 1532. O Primeiro Livro de Oração de Edward VI (1549) era indiscutivelmente luterano em conteúdo. No entanto, o Segundo Livro de Oração de Eduardo VI (1552) foi publicado ao longo das linhas Reformadas da Suíça e a Igreja da Inglaterra tornou-se parte da tradição Reformada do Protestantismo. Os primeiros luteranos que viviam na Grã-Bretanha depois da Reforma não eram, portanto, pessoas locais, mas em grande parte mercadores estrangeiros.
A primeira congregação luterana oficialmente sancionada, organizada em 1669, recebeu em 1672 uma Carta Régia de Carlos II. Esta carta atribuía à congregação alemã o local da antiga igreja da Santíssima Trindade, o Menor da Cidade de Londres, que foi destruída em 1666. O grande incêndio de Londres. A pedra fundamental da nova Igreja da Santíssima Trindade foi colocada em 21 de novembro de 1672 e o edifício concluído foi dedicado um ano depois no domingo de Advento de 1673. A igreja era geralmente conhecida como a Igreja Luterana de Hamburgo porque muitos de seus membros originais eram mercadores associados a Liga Hanseática na Alemanha. A igreja sobreviveu até 1871 quando foi demolida para abrir caminho para a estação de metrô Mansion House. Além disso, a Capela da Rainha do Savoy , um peculiar real e, portanto, não sujeito à jurisdição de um bispo, hospedou a congregação alemã de Westminster. Foi concedida permissão real para adorar na Capela Sabóia, quando separou da Santíssima Trindade, o Menor. O primeiro pastor da nova congregação, Irineu Crusius (anteriormente um associado da Santíssima Trindade, o Menos), dedicou a congregação no 19º domingo após a Trindade de 1694 como a Marienkirche ou em inglês como a Igreja Alemã de St Mary-le-Savoy. Ambas as congregações ainda sobrevivem.

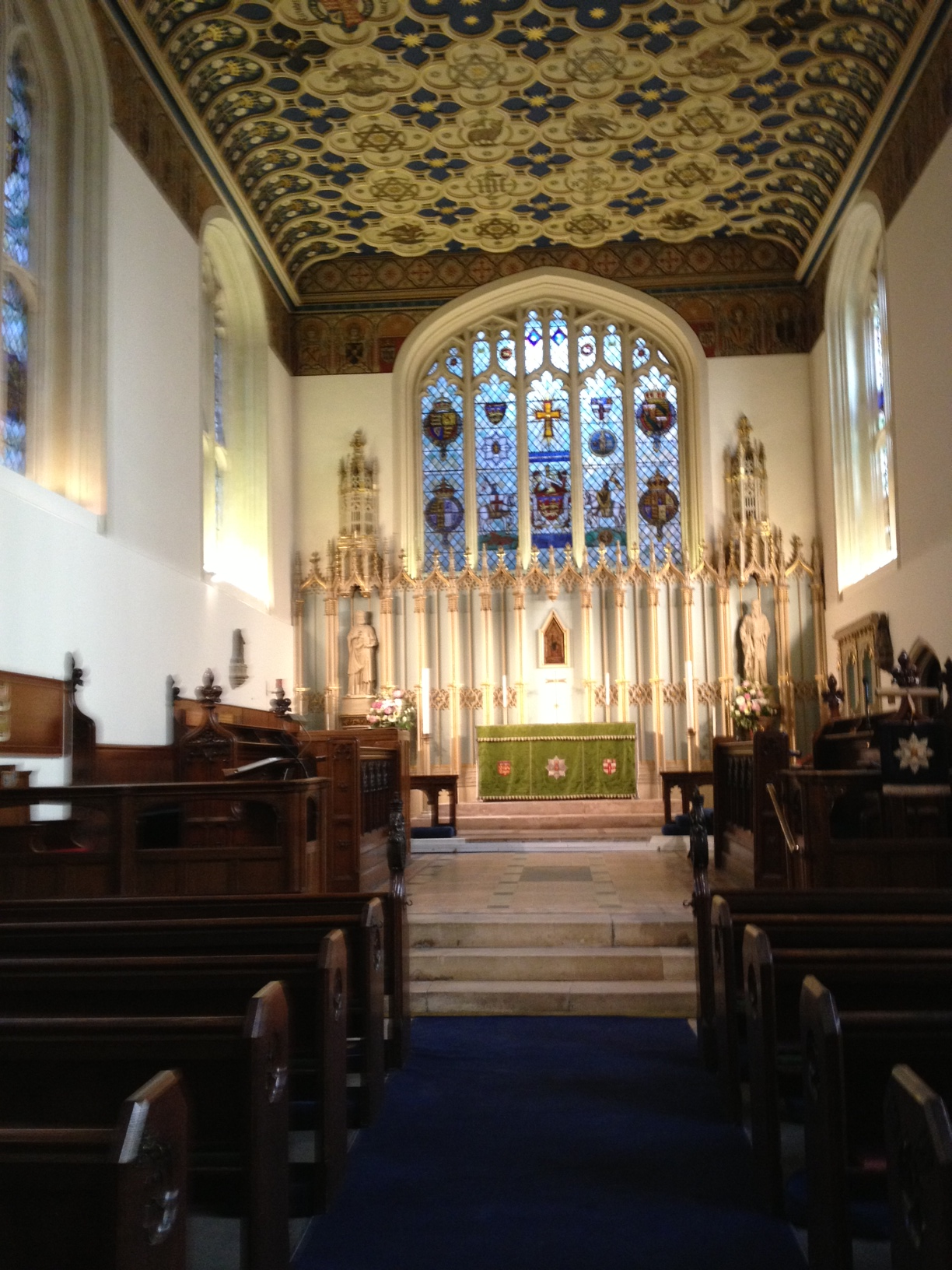
Interior da Capela de Savoy.

Na linhagem de língua inglesa, a Santíssima Trindade, o Less, foi sucedida pela Igreja Luterana de Santa Ana, que cultuou na igreja anglicana de Santa Ana e Santa Inês, de 1966 a 1913, na cidade de Londres. A congregação de língua alemã agora se reúne em Cambridge . St Anne agora adora na igreja anglicana de St Mary-at-Hill, também localizada na cidade. A Igreja Alemã de St Mary-le-Savoy existe agora como parte da congregação alemã unida de St Mary e St George. A congregação agora se encontra na capela dentro do Centro Internacional de Estudantes Luteranos em Bloomsbury, Londres.
Todas as congregações luteranas na Grã-Bretanha eram originalmente igrejas étnicas que adoravam em várias línguas nacionais e a maioria ainda permanece funcionando em linhas étnico-linguísticas. O LCiGB foi fundado como o Sínodo Luterano Unido de língua inglesa em abril de 1961 por quatro congregações em Londres, High Wycombe, Corby e Hothorpe Hall. Essas congregações eram fundadas principalmente por imigrantes europeus, mas agora adoravam em inglês. Em 1978, mudou seu nome para a Igreja Luterana na Grã-Bretanha - Sínodo Unido. Em 1988, as palavras "United Synod" foram retiradas do seu nome. De 1961 a 2000, o LCig foi liderado por um decano que tinha funções episcopais, mas não era um bispo consagrado. Em 2000, adotou umapolítica episcopal quando o Rev. Direito Walter Jagucki foi consagrado como o primeiro bispo. Em 2013, o LCiGB foi aceito pelos Bispos Presidentes da Comunhão de Porvoo como membros plenos, e foi admitido na Comunhão quando o Bispo Martin Lind assinou a Declaração de Porvoo em setembro de 2014.

## Organização
- LCGB

Há 11 congregações no LCiGB e três capelanias. Embora o LCiGB tenha se originado como uma igreja de língua inglesa, ele agora possui serviços em vários idiomas. Os serviços são realizados em inglês (em Birmingham , Bradford , Corby , Harrogate , Leeds , Liverpool , Londres , Manchester e Nottingham ), chinês (em Londres ), polonês (em Bradford , Edimburgo , High Wycombe , Londres ,Manchester e Reading ), suaíli (em Londres ), com uma congregação nórdica em Liverpool adorando em sueco , norueguês e ocasionalmente finlandês e dinamarquês . Além disso, o LCiGB é ativo nas capelanias universitárias da Birmingham University ( Universidade de Birmingham Chaplaincy ), Leeds University , e Leicester University ( Universidade de Leicester Chaplaincy ).
- ELCE

A Igreja evangélica Luterana da Inglaterra possui 20 congregações.